# Thürings
Thürings is een dialect van de Hoogduitse taal, verwant aan het Hoogsaksisch. Thürings wordt door vele mensen in de deelstaat Thüringen gesproken, in het bijzonder ten noorden van de Rennsteig, het zuidwesten van Saksen-Anhalt en de aangrenzende gebieden Hessen en Beieren.
Het Thürings kent lokaal verschillende onderdialecten. Zo wordt in Steinheidel in de gemeente Breitenbrunn de naam Staahaadler Aff (Aap van Steinheidel) gegeven aan een mandolineorchestrion uit de 19e eeuw. In het Hoogduits zou dit Steinheidler Affe hebben geheten.

## Dialecten
- Centraal-Thürings
  - West-Thürings
  - Oost-Thürings
- Noord-Thürings
  - Eichsfelds (gesproken in Eichsfeld)
  - Sondershäusisch
  - Hohnsteinisch